# Allium narcissiflorum
L'aglio piemontese (Allium narcissiflorum Vill.) è una specie della famiglia delle Amaryllidaceae, endemica delle Alpi.

## Descrizione
Il bulbo è ricoperto di tuniche brunastre e lo scapo è verde e subcilindrico, alto dai 15 agli 80 centimetri. Possiede foglie piane e glabre. La pianta fiorisce in estate e l'infiorescenza può essere composta dai 5 ai 15 fiori, con i tepali rosei. Il frutto è una capsula.

## Distribuzione e habitat
È una specie endemica delle Alpi Graie, Cozie e Marittime.
Cresce su pendii rocciosi di calcescisti e serpentiniti, da 1500 a 2600 m di altitudine.